# Arseniusz (Mohylański)
Arseniusz, imię świeckie Aleksij Mohylański (ur. 1704 w Reszetiłowce, zm. 28 maja?/8 czerwca 1770) – biskup Rosyjskiego Kościoła Prawosławnego. 

## Życiorys
Do siedemnastego roku życia uczył się w domu. W 1721 wstąpił do Akademii Mohylańskiej w Kijowie, z której przeniósł się do kolegium w Charkowie. Ukończył je w 1739 i został zatrudniony jako wykładowca seminarium duchownego w Twerze. W 1741 został przeniesiony na analogiczne stanowisko w Moskiewskiej Akademii Duchownej. W roku następnym złożył wieczyste śluby mnisze i został wykładowcą w seminarium duchownym przy Ławrze Troicko-Siergijewskiej. W 1743 mianowany osobistym kaznodzieją carycy Elżbiety Piotrowny. Zasłynął jako utalentowany kaznodzieja, zyskał szacunek i uznanie całej rodziny carskiej, zaś caryca w dowód wdzięczności podarowała mu brylantową panagię i krzyż kapłański wysadzany rubinami.
W 1744 otrzymał godność archimandryty, został przełożonym Ławry Troicko-Siergijewskiej i kierownikiem seminarium prowadzonego przy niej. 25 czerwca tego samego roku, po pięciu miesiącach, został wyświęcony na biskupa perejasławsko-zaleskiego, zachowując obowiązki przełożonego monasteru. Natychmiast po chirotoni otrzymał godność arcybiskupa i członkostwo w Świątobliwym Synodzie Rządzącym. W 1752 odszedł w stan spoczynku i zamieszkał w monasterze Przemienienia Pańskiego w Nowogrodzie Siewierskim. Po pięciu latach Świątobliwy Synod Rządzący powołał go na urząd metropolity kijowskiego, który metropolita Arseniusz pełnił do śmierci w 1770. W szczególny sposób opiekował się Kijowską Akademią Duchowną, przekazując wykładowcom i słuchaczom część własnego wynagrodzenia, prosił carycę Katarzynę II o finansowe wspieranie uczelni, w 1764 z jego inicjatywy został zbudowany budynek internatu dla ubogich studentów. Wspierał również biskupa mohylewskiego i mścisławskiego Jerzego w zarządzaniu strukturami prawosławnymi na terenie Rzeczypospolitej. W 1759 zgodził się, by to biskup mohylewski kontrolował bieżącą działalność monasterów podporządkowanych do tej pory metropolitom kijowskim, a znajdujących się na terenie eparchii mohylewskiej. Zachował przy tym prawo mianowania i odwoływania ich przełożonych, tak bowiem stanowiły dokumenty fundacyjne klasztorów. W 1768 zgodził się na otwarcie kolegium kształcącego młodzież prawosławną przy monasterze Przemienienia Pańskiego w Słucku. 
Został pochowany w soborze Mądrości Bożej w Kijowie.
Autor akafistu do św. Dymitra z Rostowa.